# 弗朗西斯科·埃尔南德斯
弗朗西斯科·埃尔南德斯（西班牙語：Francisco Hernández，1924年1月16日—2011年），墨西哥男子足球运动员，司职中场。他曾代表墨西哥国家队参加1950年国际足联世界杯，结果队伍止步小组赛阶段。